# Atrescine
Atrescine (estilizado como A3CINE) é um canal de televisão por assinatura latino-americano de origem espanhola. Foi lançado em 2 de março de 2018 e sua programação consiste na exibição de filmes de produção espanhola. O canal transmite filmes espanhóis a partir de um acordo entre a Atresmedia e a Video Mercury Films, uma das maiores distribuidoras de filmes espanhóis no exterior.